# Mathilde Philippon-Aginski
Mathilde Philippon-Aginski, née en avril 1976 à Paris  est une réalisatrice française de films d'animation.

## Filmographie - Réalisation
Courts-métrages d'animation
- 2003 : Ascio
- 2010 : La Femme du lac
- 2013 : Méandres ou Au fil de l’eau avec Élodie Bouédec et Florence Miailhe